# Колуда-Мала
Колуда-Мала (пол. Kołuda Mała, нім. Klein Koluda) — село в Польщі, у гміні Яніково Іновроцлавського повіту Куявсько-Поморського воєводства.
Населення — 245 осіб (2011).
У 1975-1998 роках село належало до Бидгощського воєводства.

## Демографія
Демографічна структура станом на 31 березня 2011 року:
|          | Загалом | Допрацездатний вік | Працездатний вік | Постпрацездатний вік |
| -------- | ------- | ------------------ | ---------------- | -------------------- |
| Чоловіки | 122     | 25                 | 88               | 9                    |
| Жінки    | 123     | 19                 | 73               | 31                   |
| Разом    | 245     | 44                 | 161              | 40                   |